# Хусни, Суад
Суад Хусни (араб. سعاد حسني‎; 26 января 1943, Каир, Египет — 21 июня 2001, Stuart Tower, Лондон) — египетская актриса, певица и танцовщица. Была известна как «Золушка египетского кино» и одна из самых влиятельных актрис Ближнего Востока и арабского мира. Стала звездой в конце 1950-х, снявшись более чем в 83 фильмах в период с 1959 по 1991 год. Большинство её фильмов были сняты в 1960—1970-е годы. Её последнее появление на экране было в фильме 1991 года «Пастух и женщины», снятом её бывшим мужем Али Бадраханом.

## Ранняя жизнь и карьера
Суад Мухаммад Камаль Хусни родилась в районе Булак в Каире. Она была одной из трёх сестёр, родившихся у каллиграфа Мохаммеда Хусни и его второй жены, египтянки по имени Гавхара. У неё также было восемь сводных братьев и сестёр от первого брака отца. Её родители развелись, и её мать снова вышла замуж за египтянина Абдула Монема Хафиза, от которого у неё родилось ещё шестеро детей, в результате чего Суад и её две сестры получили не менее 14 сводных братьев и сестёр.
Дом её отца был известен как «дом художников», потому что ведущие художники со всего арабского мира регулярно посещали дом Хусни в Каире для обучения и общения с мастером каллиграфии. Её отец, чьё творчество включало в себя создание постеров для немых фильмов и обложек книг, был хорошо известен в художественном сообществе. Ряд его детей стали артистами и деятелями искусства. Сводная сестра Суад, Наджат, была актрисой и певицей. Её сводный брат, Эзз Эддин Хусни (1927—2013), был композитором. Другой брат, Сами Хусни, стал виолончелистом, дизайнером украшений, а также каллиграфом, ещё один брат, Фарук, был художником, а его дочь Самира также была актрисой.
В трёхлетнем возрасте она начала свою карьеру, когда спела в популярной египетской детской телепередаче «Папа Шаро».
В её творчестве представлены самые разные жанры — от лёгких комедий и мюзиклов до политической сатиры. Кинодебют актрисы состоялся в фильме «Хасан и Наэйма» (1959). Самой известной ролью актрисы является роль студентки колледжа, в фильме «Берегись Зузу» (1974). Среди других важных работ в фильме — роль студентки и политической активистки, которую пытали в Аль-Карнаке; по роману Нагиба Махфуза.
При жизни она была известна как «Золушка экрана». Снималась в фильмах всех известных египетских режиссёров 60-70-х годов и играла женщин в сложных жизненных ситуациях. В более поздней карьере она играла женщин, подвергшихся насилию или преследованию.
Из-за болезни она ушла из профессии в 1991 году. Последнее появление Хусни на экране было в фильме «Пастух и женщины».

## Личная жизнь
Суад Хусни выходила замуж четыре раза. Примерно в 1968 году она вышла замуж за кинематографиста Салаха Курайема, брак продлился около года. В 1970 году Хусни вышла замуж за египетского кинорежиссёра Али Бадрахана, этот брак продлился примерно одиннадцать лет. Затем она была замужем за Заки Фатин Абдель-Вахаб, этот брак продлился всего пять месяцев.
У неё были романтические отношения с различными знаменитостями, включая египетскую кинозвезду Абдель Халим Хафеза.

## Смерть
21 июня 2001 года Соад Хусни умерла, упав с балкона квартиры своей подруги Нади Юсри в здании Stuart Tower в Лондоне. Её смерть вызвала споры, в СМИ появилась информация о том, что её смерть могла быть как самоубийством так и убийством. Тело Суад было доставлено самолётом в Каир и на её похоронах в Каире присутствовало около 10 000 человек. Её похоронили на семейном участке земли на окраине Каира. У неё не было детей, и её пережил её последний муж, писатель Махер Авад, за которого она вышла замуж в 1987 году.

## Наследие
Одна из песен Хусни «Я иду на площадь» стала популярным гимном арабской весны 2011 года

## Фильмография
Она снялась более чем в 80 фильмах.